# Dresden (Schiff, 1937)
Die dritte Dresden des Norddeutschen Lloyd (NDL) war ein Kombischiff für den Dienst zur südamerikanischen Pazifikküste. Sie war das sechste Schiff einer Baureihe, von der neun Schiffe bis zum Kriegsbeginn fertiggestellt wurden.
Bei Kriegsbeginn 1939 befand sich die Dresden in Chile. Sie verlegte im November 1939 nach Brasilien und wurde Ende März 1941 von dort als Hilfsschiff zu den im Südatlantik operierenden Überwassereinheiten der Kriegsmarine entsandt. Sie übernahm vom Hilfskreuzer Atlantis dessen Kriegsgefangene und lief mit denen in das inzwischen von der Wehrmacht besetzte Bordeaux.
Im April 1942 lief die Dresden als Blockadebrecher nach Japan, von wo sie schon im November 1942 wieder nach Frankreich zurückkam. Zu einem weiteren Einsatz kam es nicht. Sie wurde im August 1944 als Blockschiff in der Girondemündung von den deutschen Besatzungstruppen versenkt.
1946 wurde das Schiff wieder gehoben und instand gesetzt. Ab Juni 1949 wurde es unter französischer Flagge als Doba eingesetzt. Am 21. Juli 1950 strandete die ehemalige Dresden bei Ras Hafonn am Golf von Aden und wurde ein Totalverlust.

## Geschichte
1935 wurden die ersten drei neuen Motor-Kombischiffe für den „Deutschen Westküsten-Dienst“ der beiden deutschen Großreedereien vom Bremer Vulkan und der AG Weser fertiggestellt. Das erste und das letzte der neun Schiffe umfassenden Serie erhielten den Namen Hannover bei der Taufe. Die erste Hannover wurde schließlich die Hermonthis der Hamburg-Amerikanische Packetfahrt-Actien-Gesellschaft (Hapag), die mit der Monserrate noch ein weiteres Schiff der Baureihe erhielt. Die übrigen sieben liefen unter Städtenamen beim NDL. Die Hapag ergänzte ihren Beitrag am gemeinsamen Dienst durch die zwei ursprünglich zur US-Westküste eingesetzten, umbenannten Kombischiffe Rhakotis und Roda sowie die beiden Neubauten Huascaran und Osorno mit diesel-elektrischem Antrieb.
Die am 26. Mai 1937 bei der Bremer Vulkan-Werft mit der Baunummer 735 als deren fünfter Beitrag zur Baureihe vom Stapel gelaufene Dresden entsprach mit 138 Meter Länge der mit der Nürnberg (BauNr. 721) eingeführten Größe nach den drei Vorläuferbauten des Jahres 1935. Auch die Antriebsanlage von 5.200 PSe und die Passagiereinrichtung für 28 Passagiere entsprach den 1936 gelieferten Nürnberg und München. Namensvorgängerinnen beim NDL waren die als KdF-Kreuzfahrer 1934 gesunkene Dresden (14.690 BRT), die 1914 als Zeppelin vom Stapel gelaufen war, und das Typschiff Dresden (1889, 4.802 BRT) der Städte-Klasse, die 1914 in türkischen Diensten versenkt worden war. Die neue Dresden trat am 12. Juli 1937 ihre Jungfernfahrt nach Chile an. Dort befand sie sich auch 1939 beim Kriegsausbruch.

### Einsätze im Weltkrieg
Im Oktober 1939 sollte die Dresden dem Panzerschiff Admiral Graf Spee als Versorger dienen, verpasste aber den Treffpunkt und lief am 25. November 1939 den brasilianischen Hafen Santos an, wo sie vorerst verblieb. Erst am 28. März 1941 lief die Dresden mit 2.500 t Diesel wieder aus, um den Hilfskreuzer Atlantis zu versorgen, mit dem sie am 18. April zusammentraf. Die Entscheidung der SKL, sie als Gefangenentransporter einzusetzen, befreite die Atlantis von den Gefangenen, deren Zahl nach der Versenkung des Passagierdampfer ZamZam (1909, 8.299 BRT) am 17. April erheblich gestiegen war. Den Treibstoff brauchte die Dresden jedoch jetzt für sich selbst. Von der mit einer Kühleinrichtung versehenen Dresden hatte der Hilfskreuzer vor allem Proviant erwartet. Diesen hatte die Dresden aber gar nicht erhalten und sie brauchte den vorhandenen Vorrat auch für die übernommenen Gefangenen. Neben den 162 Mann Besatzung der Zam Zam wurden deren 199 Passagiere (nur drei Schwerverletzte verblieben auf der Atlantis) von der Dresden an Bord genommen. Von diesen waren 137 Missionare, zum Teil mit Ehepartner und Kindern, die Masse von verschiedenen protestantischen Kirchen, aber auch 17 katholische Geistliche, die alle auf dem Weg zu ihren afrikanischen Stationen waren. Zu den Passagieren gehörten auch 24 Krankenwagenfahrer des British-American Ambulance Corps, die freiwillig den Alliierten Truppen in Nordafrika helfen wollten.
Am 26. April trennten sich die beiden Schiffe und die Dresden lief nach Südfrankreich und versuchte allen Schiffen auszuweichen. Am 20. Mai erreichte sie Saint-Jean-de-Luz. 119 US-amerikanische Passagiere wurden am 31. Mai an der spanischen Grenze US-Diplomaten übergeben und reisten dann über Portugal zurück in die USA. Später wurden noch weitere Amerikaner freigelassen und weibliche Passagiere anderer Nationalität gegen internierte deutsche Frauen ausgetauscht. Am 21. Juni druckte „Life“ einen ausführlichen Artikel über die Versenkung der Zam Zam und die Reise der Passagiere auf der Dresden nach Frankreich. Der Artikel stammte von Charles Murphy, einem Journalisten des Magazins „Fortune“ und Passagier auf der Zam Zam. Dazu kamen Photos von David E. Scherman von „Life“, der auch zu den Fahrgästen der Zam Zam gehört hatte.
Die Dresden wurde in Frankreich als Blockadebrecher hergerichtet und lief am 15. April 1942 aus Bordeaux als achtes Schiff des Marinesonderdienstes aus. Unterwegs versorgte sie die Doggerbank, die Minen vor Kapstadt gelegt hatte. Im Juni traf die Dresden in Yokohama ein. Einer ihrer Passagiere war Kapitän zur See Werner Vermehren, der in Tokio die Leitung des Marinesonderdienstes in Ostasien übernehmen sollte. Die Rückfahrt nach Europa trat die Dresden schon am 20. August 1942 an, und sie traf unbehelligt am 3. November 1942, einen Tag nach der zwölf Tage vor ihr gestarteten Tannenfels, wieder in Bordeaux ein. Ein weiterer Einsatz des Schiffes erfolgte nicht, da es am 6. November auf der Gironde einen Minentreffer erhielt. Letztlich verzichtete der Marinesonderdienst im Januar 1944 auf den Einsatz der insgesamt sechs als Blockadebrecher vorbereiteten Schiffe wegen mangelnder Erfolgsaussichten.
Am 25. August 1944 wurde die Dresden als Blockschiff in der Girondemündung versenkt.

### Unter französischer Flagge
Das Schiff wurde im März 1946 wieder gehoben und nach Reparatur ab Juni 1949 von der französischen Reederei Chargeurs Reunis als Doba eingesetzt. Es diente dem Transport von Truppen und Material nach Indochina.
Am 5. Juli 1950 verließ die Doba Saigon zur Rückfahrt nach Oran und Le Havre mit Zwischenstopps in Singapur und Colombo. Sie hatte etwa 9.000 Tonnen Fracht (Reis, Kautschuk, Kaffee und Gepäck) sowie 489 Soldaten der Fremdenlegion an Bord. Auf dem Weg von Ceylon nach Dschibuti strandete sie bei sehr schlechtem Wetter am 21. Juli 1950 an der Somaliküste bei Ras Hafonn im Golf von Aden und wurde ein Totalverlust. Alle 553 Personen an Bord konnten gerettet werden.

## Die Kombischiffe für den Westküstendienst
| Stapellauf in Dienst  | Name                    | BRT   | B.Nr.      | Schicksal |
| --------------------- | ----------------------- | ----- | ---------- | --- |
| 7.03.1935 14.05.1935  | Hannover (3) Hermonthis | 4.833 | Vulkan 708 | 131,40 m lang, 23. Mai 1935 Jungfernreise für die Hapag nach Valparaíso, 5. September 1939 in Callao, das vom Deutschen Reich als geeigneter Versorgungspunkt angesehen wurde, was sich als falsch erwies, da der 1939 neugewählte Präsident Prado sich zunehmend den westlichen Alliierten zuwandte, nur die Rhakotis konnte von dort 1940 über Chile nach Japan entkommen, die Hermonthis wurde am 1. April 1941 nordwestlich Callao vom kanadischen Hilfskreuzer Prince Henry versenkt, auch die Kombischiffe Leipzig, München und Monserrate gingen am selben Tag unter. |
| 13.03.1935 31.05.1935 | Osnabrück               | 5.095 | Weser 892  | 133,31 m lang, Maierform-Bug, Juni 1935 Jungfernreise beim Norddeutschen Lloyd nach Valparaíso, 1939 Minenräumschiff MRS 1, dann MRS 11, Einsatz beim BSW in holländischen und dänischen Gewässern, 1942 nach Minentreffer (82 Tote) vor Tallinn zeitweise außer Dienst, später in Norwegen und ab Ende 1944 bei der 8. Sicherungs-Division in der westlichen Ostsee, 12. Februar 1945 nach erneutem Minentreffer vor Swinemünde Totalverlust |
| 4.05.1935 24.06.1935  | Düsseldorf              | 4.930 | Vulkan 711 | 131,40 m lang, 29. Juni 1935 Jungfernreise beim NDL nach Valparaíso, 15. Dezember 1939 vor Antofagasta von Despatch aufgebracht, 1940 umbenannt in Poland, dann in Empire Confidence, 1946 ägyptische Star of el Nil, 1950 britische Spenser, 1955 Roscoe, 1962 Abbruch in Spanien |
| 24.03.1936 9.05.1936  | Nürnberg (4)            | 5.635 | Vulkan 721 | 138,00 m lang, Mai 1936 Jungfernreise beim NDL nach Valparaíso, 1939 Minenräumschiff MRS 12, Einsatz beim BSW für das Unternehmen Weserübung, später in dänischen Gewässern, schließlich beim BSO in der Ostsee, zuletzt vor Pommern, 1945 GMSA, 1948 britische Dundalk Bay, 1957 Westbay, 1962 Abbruch in Hamburg |
| 7.05.1936 3.07.1936   | München (4)             | 5.619 | Vulkan 720 | 138,00 m lang, 11. Juli 1936 Jungfernreise beim NDL nach Valparaíso, 2. September 1939 in Callao, 1. April 1941 westlich Callao von der Besatzung in Brand gesteckt, als der kanadische Hilfskreuzer Prince Henry das Schiff stellt |
| 26.05.1937 7.07.1937  | Dresden (3)             | 5.567 | Vulkan 735 | 138,00 m lang, 12. Juli 1937 Jungfernreise beim NDL nach Valparaíso, im September 1939 in Chile, 25. November 1940 nach Santos verlegt, 28. März 1941 zur Versorgung des Hilfskreuzer Atlantis in See, mit Gefangenen nach Bordeaux entlassen, 21. Mai 1941 dort eingetroffen, 1944 selbstversenkt, 1949 unter französischer Flagge in Dienst als Doba, 21. Juli 1950 gestrandet |
| 15.02.1938 6.04.1938  | Leipzig (2)             | 5.898 | Weser 931  | 139,80 m lang, April 1938 Jungfernreise beim NDL nach Valparaíso, 21. September 1939 in Callao, 1. April 1941 auf der Reede von Callao selbstversenkt |
| 25.10.1938 9.12.1938  | Monserrate              | 5.578 | Vulkan 755 | 141,30 m lang, 22. Dezember 1938 Jungfernreise für die Hapag nach Valparaíso, 6. September 1939 in Callao, 1. April 1941 auf der Reede von Callao Versuch der Selbstversenkung, von Peru beschlagnahmt, 1947 umbenannt in Callao |
| 29.03.1939 11.05.1939 | Hannover (4)            | 5.537 | Vulkan 765 | 141,30 m lang, 22. Juni 1939 Jungfernreise beim NDL nach Valparaíso, September 1939 in Willemstad, 8. März 1940 vor Puerto Rico vom kanadischen Zerstörer Assiniboine aufgebracht, umbenannt in Sindbad, dann Empire Audacity, 1941 erster britischer Geleitflugzeugträger Audacity, 21. Dezember durch U 751 nordwestlich Kap Finisterre versenkt |